# Quando as Mulheres Querem Provas
Quando as Mulheres Querem Provas é um filme brasileiro de 1975 dirigido por Cláudio MacDowell.

## Sinopse
De férias em Vitória, um paquerador convicto vê sua masculinidade posta em dúvida por causa de um boato, o que atrai a atenção justamente da psicanalista casada que lhe interessava. Quando a verdade vem à tona, ele é obrigado a fugir da cidade, mas a fama o acompanha até o Rio de Janeiro, onde desta vez a prova é exigida por um grupo de homossexuais.

## Elenco
- Carlo Mossy... Bira
- Rossana Ghessa... Marta
- Henriqueta Brieba... Violeta
- Rodolfo Arena... Arquimedes
- Iara Stein... Verônica
- Shulamith Yaari... Terry
- Tutu Guimarães... Brigite
- Hugo Bidet... Dr.Sampaio
- Fernando José... Antônio
- Black John... Jorge
- Dita Côrte-Real... Jane
- Pedro de Lara... ele mesmo

## Recepção da crítica
Para o crítico José Carlos Avellar, do Jornal do Brasil, o filme é de "má qualidade" e se apoia "em preconceitos e distorções de domínio público"